# Thomas Smith of Derby

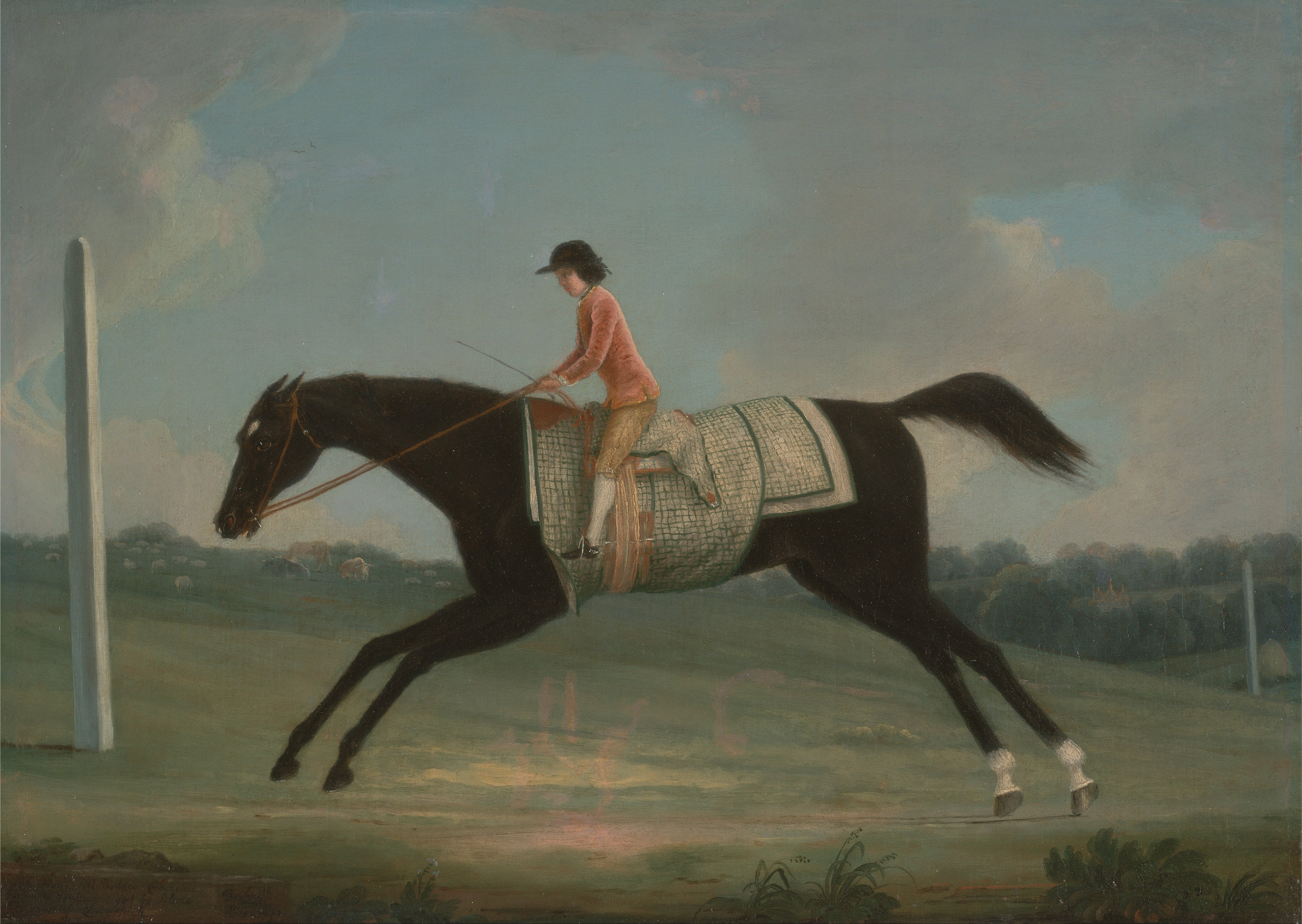
Thomas Smith of Derby: Borlase Cokayne as a Boy riding Sultana, 1751. Yale Center for British Art

Thomas Smith of Derby (* um 1720 in Derby; † 5. September 1767 in Hotwells, Bristol) war ein englischer Landschaftsmaler und Kupferstecher. Er gilt als einer der ersten englischen Landschaftsmaler und war der Vater des bekannten Mezzotinto-Stechers John Raphael Smith und des Miniaturisten Thomas Correggio Smith.

## Leben
Thomas Smith war Autodidakt und lebte hauptsächlich in Derby. Er erlangte Anerkennung für seine Landschaftsdarstellungen und veröffentlichte zahlreiche Drucke seiner Werke, oft in Zusammenarbeit mit dem Verleger John Boydell. Thomas Smith stellte von 1760 bis 1767 bei der Society of Artists und der Free Society of Artists aus. Er starb 1767 in Hotwells, einem Stadtteil von Bristol.

## Werk

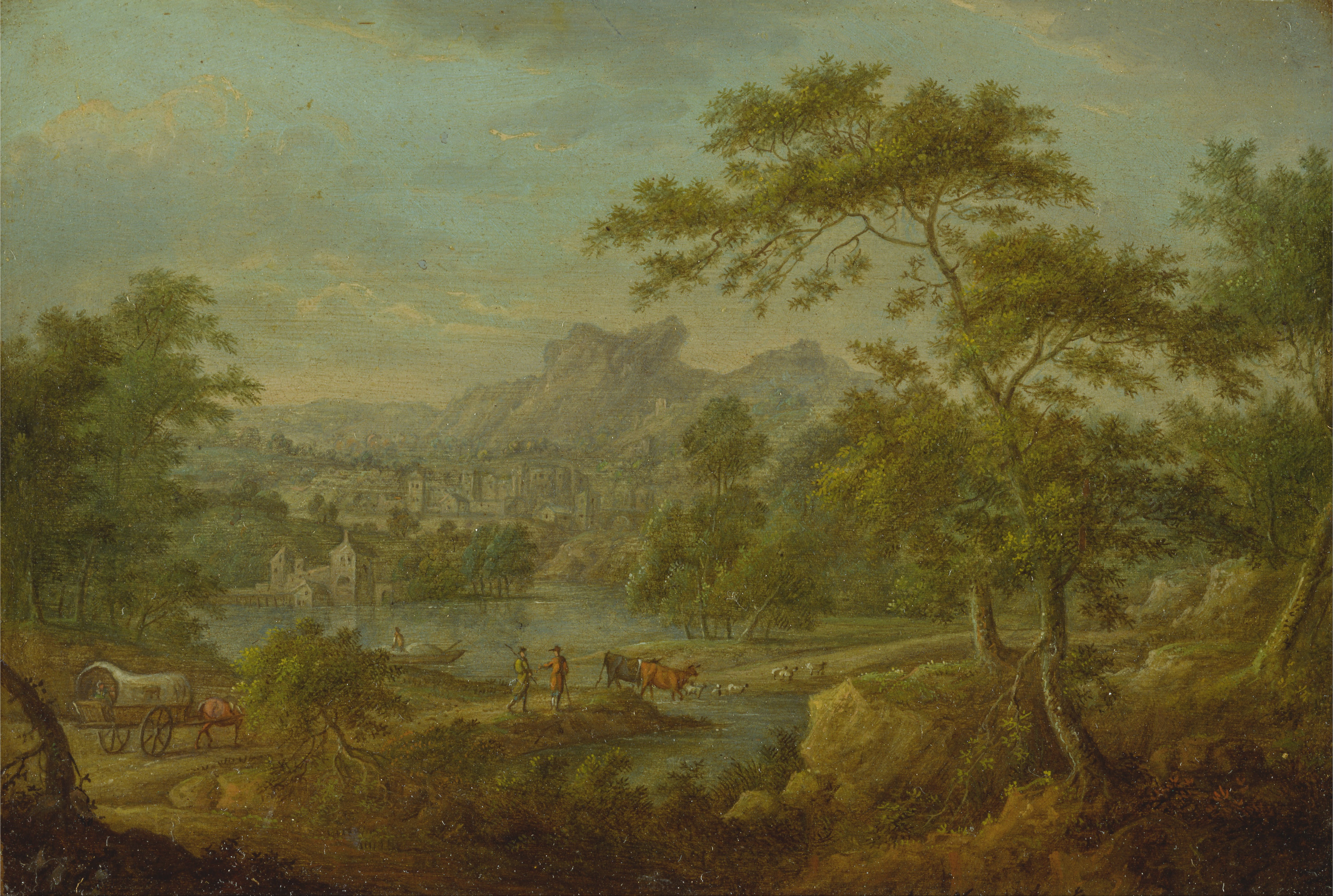
Thomas Smith of Derby: An Imaginary Landscape with a Wagon and a Distant View of a Town, etwa 1749. Yale Center for British Art

Thomas Smith Werk konzentrierte sich auf topographische und malerische Landschaften, vor allem aus Derbyshire, Yorkshire und dem Lake District. Seine 1743 erschienene Serie Eight of the most extraordinary Natural Prospects in the Mountainous Part of Derbyshire and Staffordshire ist eine der frühesten Darstellungen der englischen Landschaft als eigenständiges Sujet. In Zusammenarbeit mit dem Ingenieur George Perry und dem Kupferstecher François Vivares entstanden einige der ersten industriellen Landschaftsdarstellungen, darunter Ansichten von Coalbrookdale. Smith veröffentlichte 1751 das Book of Landskips und 1767 eine Serie von vier Ansichten der Seen von Cumberland. Seine Werke befinden sich heute unter anderem in der Derby Art Gallery, im Bradford Museum und in der Government Art Collection.